# Liste der Biografien/Cham
Liste der Biografien |
Portal Biografien |
Personensuche
# |
A |
B |
C |
D |
E |
F |
G |
H |
I |
J |
K |
L |
M |
N |
O |
P |
Q |
R |
S |
T |
U |
V |
W |
X |
Y |
Z |
?
 
Ca |
Cb |
Cc |
Ce |
Ch |
Ci |
Cj |
Ck |
Cl |
Cm |
Cn |
Co |
Cr |
Cs |
Ct |
Cu |
Cv |
Cw |
Cy |
Cz
 
Cha |
Chb |
Che |
Chh |
Chi |
Chk |
Chl |
Chm |
Chn |
Cho |
Chr |
Cht |
Chu |
Chv |
Chw |
Chy
 
Chaa |
Chab |
Chac |
Chad |
Chae |
Chaf |
Chag |
Chah |
Chai |
Chaj |
Chak |
Chal |
Cham |
Chan |
Chao |
Chap |
Chaq |
Char |
Chas |
Chat |
Chau |
Chav |
Chaw |
Chay |
Chaz
Die Liste der Biografien führt alle Personen auf, die in der deutschsprachigen Wikipedia einen Artikel haben. Dieses ist eine Teilliste mit 397 Einträgen von Personen, deren Namen mit den Buchstaben „Cham“ beginnt.

## Cham
- Cham (* 1977), jamaikanischer Dancehall-Musiker
- Cham, Abdoulie (* 1960), gambischer Politiker
- Cham, Adama, gambischer Politiker
- Cham, Cherno M. A., gambischer Politiker
- Cham, Fabakary († 2002), gambischer Politiker
- Cham, Mahawa († 2013), gambischer Politiker
- Cham, Momodou Kotu (* 1953), gambischer Politiker
- Cham, Neneh, gambische Juristin und Menschenrechtsaktivistin
- Cham, Patrick (* 1959), französischer Basketballspieler
- Cham, Samba, gambischer Politiker

### Chama
- Chama aus Nehardea († 377), Amoräer
- Chama bar Bisa, jüdischer Schriftgelehrter
- Chama bar Chanina, jüdischer Schriftgelehrter
- Chama, Ignatius (* 1957), sambischer Geistlicher und römisch-katholischer Erzbischof von Kasama
- Chama, Noel (* 1997), mexikanischer Leichtathlet
- Chamadevi, Herrscherin von Hariphunchai
- Chamaken, Claude (* 1988), kamerunischer Speerwerfer
- Chamakh, Marouane (* 1984), marokkanischer Fußballspieler
- Chamamyan, Lena (* 1980), syrisch-armenische Sängerin
- Chamanga, James (* 1980), sambischer Fußballspieler
- Chamant, Jean (1913–2010), französischer Politiker (RPR), Mitglied der Nationalversammlung und Senator
- Chamarat, Georges (1901–1982), französischer Schauspieler
- Chamard, Henri (1867–1952), französischer Romanist und Literaturwissenschaftler
- Chamari, Noureddine (* 1993), deutscher Schauspieler
- Chamarthi, Sai Samhitha (* 1995), indische Tennisspielerin
- Chamat, Marcus (* 1975), schwedischer Poolbillardspieler
- Chamatow, Airat Kassimowitsch (* 1965), sowjetischer Boxer
- Chamatowa, Tschulpan Nailjewna (* 1975), russische SchauspielerinTschulpan Nailjewna Chamatowa (* 1975)

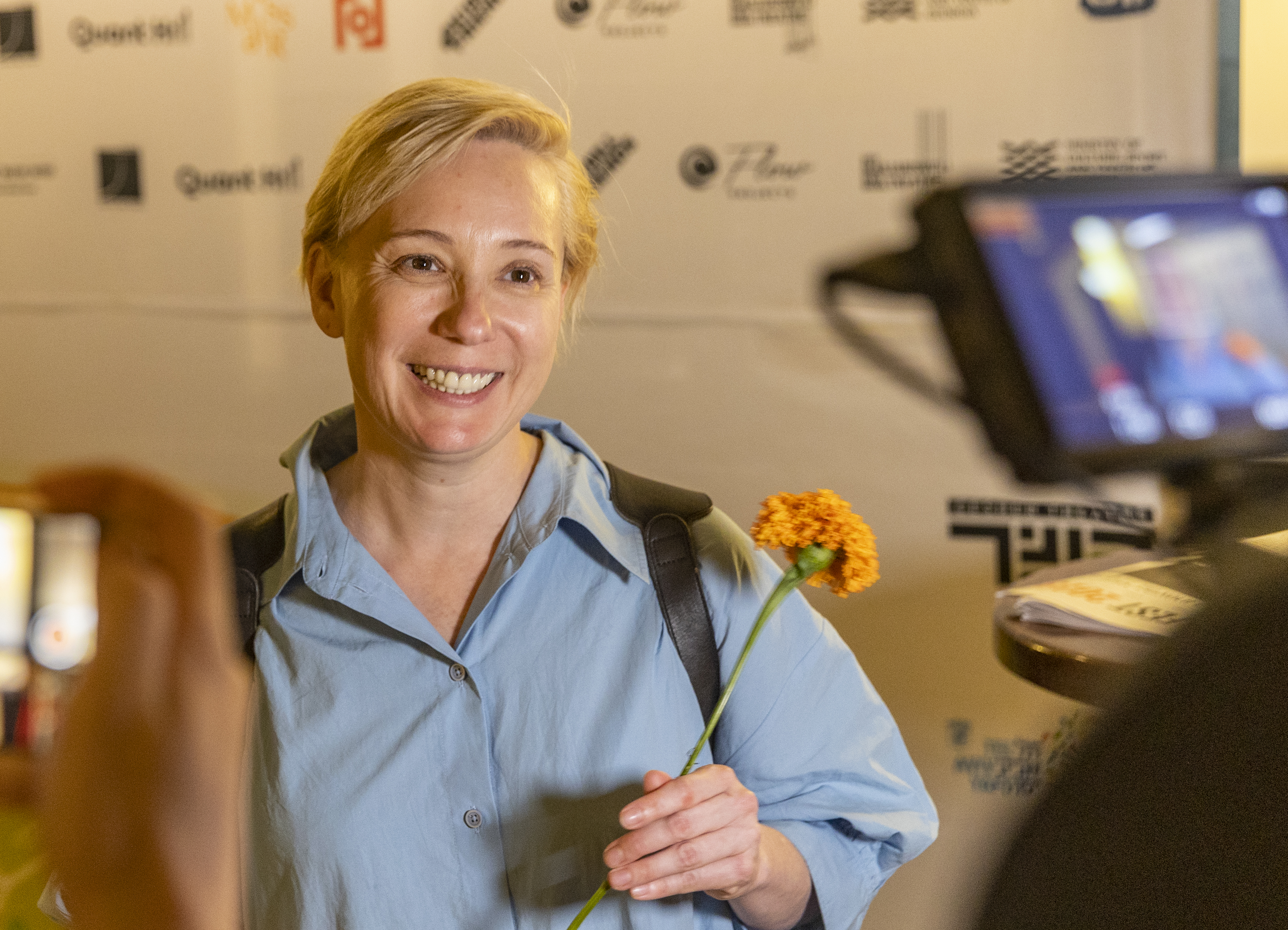
Tschulpan Nailjewna Chamatowa (* 1975)

- Chamaune, Mussa (* 1992), mosambikanischer Kanute
- Chamayou, Bertrand (* 1981), französischer Pianist
- Chamayou, Grégoire (* 1976), französischer Philosoph, Hochschullehrer und Autor

### Chamb
- Chamba, Jessica (* 1981), französische Aktivistin der Nichtregierungsorganisation (NGO)
- Chambard, Olivier, französischer Diplomat
- Chambas, Jean-Paul (* 1947), französischer Maler, Bühnenbildner und Schriftsteller
- Chambas, Mohamed Ibn (* 1950), ghanaischer Anwalt, Diplomat und Politiker
- Chambe-Eng, Eirik, norwegischer Programmierer
- Chambefort, Guy (* 1944), französischer Politiker, Mitglied der Nationalversammlung
- Chambel, Carla (* 1976), portugiesische Schauspielerin und Synchronsprecherin
- Chamberlain, Abiram (1837–1911), US-amerikanischer Politiker
- Chamberlain, Alan (1943–2021), englischer Snookerschiedsrichter
- Chamberlain, Alec (* 1964), englischer Fußballtorhüter
- Chamberlain, Anne (1883–1967), Ehefrau des britischen Premierministers Neville Chamberlain
- Chamberlain, Austen (1863–1937), britischer Politiker, Mitglied des House of Commons und AußenministerAusten Chamberlain (1863–1937)

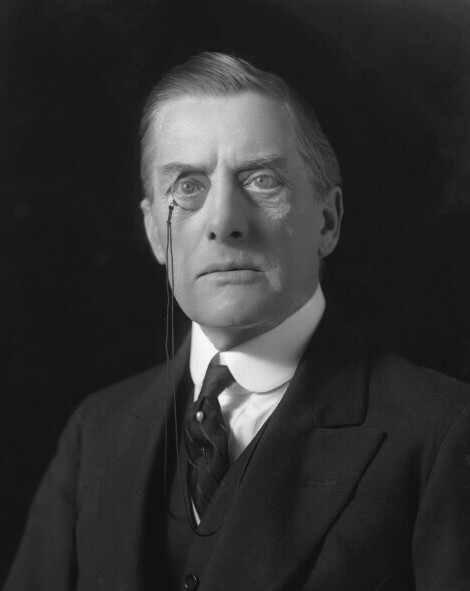
Austen Chamberlain (1863–1937)

- Chamberlain, Basil Hall (1850–1935), britischer Japanologe
- Chamberlain, BethAnn (* 1982), US-amerikanische Biathletin
- Chamberlain, Betsey Guppy (1797–1886), US-amerikanische Textilfabrikarbeiterin und Autorin
- Chamberlain, Charles E. (1917–2002), US-amerikanischer Politiker
- Chamberlain, Cyril (1909–1974), britischer Schauspieler
- Chamberlain, Daniel Henry (1835–1907), US-amerikanischer Politiker, Gouverneur von South Carolina
- Chamberlain, Ebenezer M. (1805–1861), US-amerikanischer Politiker
- Chamberlain, Emma (* 2001), amerikanische Internet-Persönlichkeit
- Chamberlain, Ernie, australischer Offizier, Historiker und Linguist
- Chamberlain, Eva (1867–1942), Tochter von Richard und Cosima Wagner, Gattin von
- Chamberlain, George Earle (1854–1928), US-amerikanischer Politiker
- Chamberlain, George Philip (1905–1995), britischer Offizier der Luftstreitkräfte des Vereinigten Königreichs
- Chamberlain, Gerry († 2007), US-amerikanischer Jazzmusiker
- Chamberlain, Henry, 1. Baronet (1773–1829), britischer Diplomat, Generalkonsul in Portugal und Charge d’Affaires in Brasilien
- Chamberlain, Houston Stewart (1855–1927), englisch-deutscher Schriftsteller und KulturphilosophHouston Stewart Chamberlain (1855–1927)

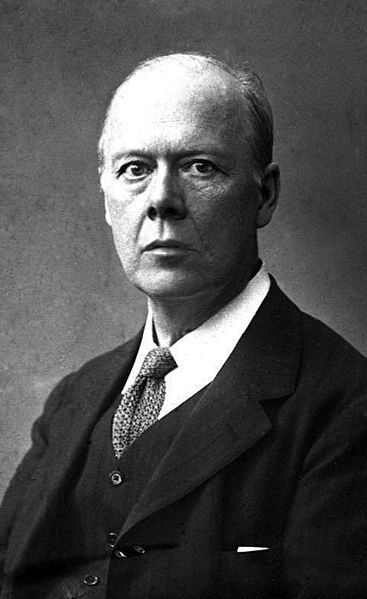
Houston Stewart Chamberlain (1855–1927)

- Chamberlain, Howland (1911–1984), US-amerikanischer Schauspieler
- Chamberlain, Jacob P. (1802–1878), US-amerikanischer Politiker
- Chamberlain, Jamie (* 1981), kanadischer Eishockeyspieler
- Chamberlain, Jay (1925–2001), US-amerikanischer Rennfahrer
- Chamberlain, Joba (* 1985), US-amerikanischer Baseballspieler
- Chamberlain, John (1927–2011), US-amerikanischer Künstler
- Chamberlain, John Curtis (1772–1834), US-amerikanischer Politiker
- Chamberlain, Joseph (1836–1914), britischer Politiker, Mitglied des House of Commons
- Chamberlain, Joshua Lawrence (1828–1914), US-amerikanischer Offizier und Politiker
- Chamberlain, Marise (1935–2024), neuseeländische Mittelstreckenläuferin
- Chamberlain, Matt (* 1967), US-amerikanischer Schlagzeuger und Perkussionist
- Chamberlain, Max (* 1997), US-amerikanischer Volleyballspieler
- Chamberlain, Neville (1869–1940), britischer konservativer Politiker, Mitglied des House of Commons, Premierminister (1937–1940)Neville Chamberlain (1869–1940)

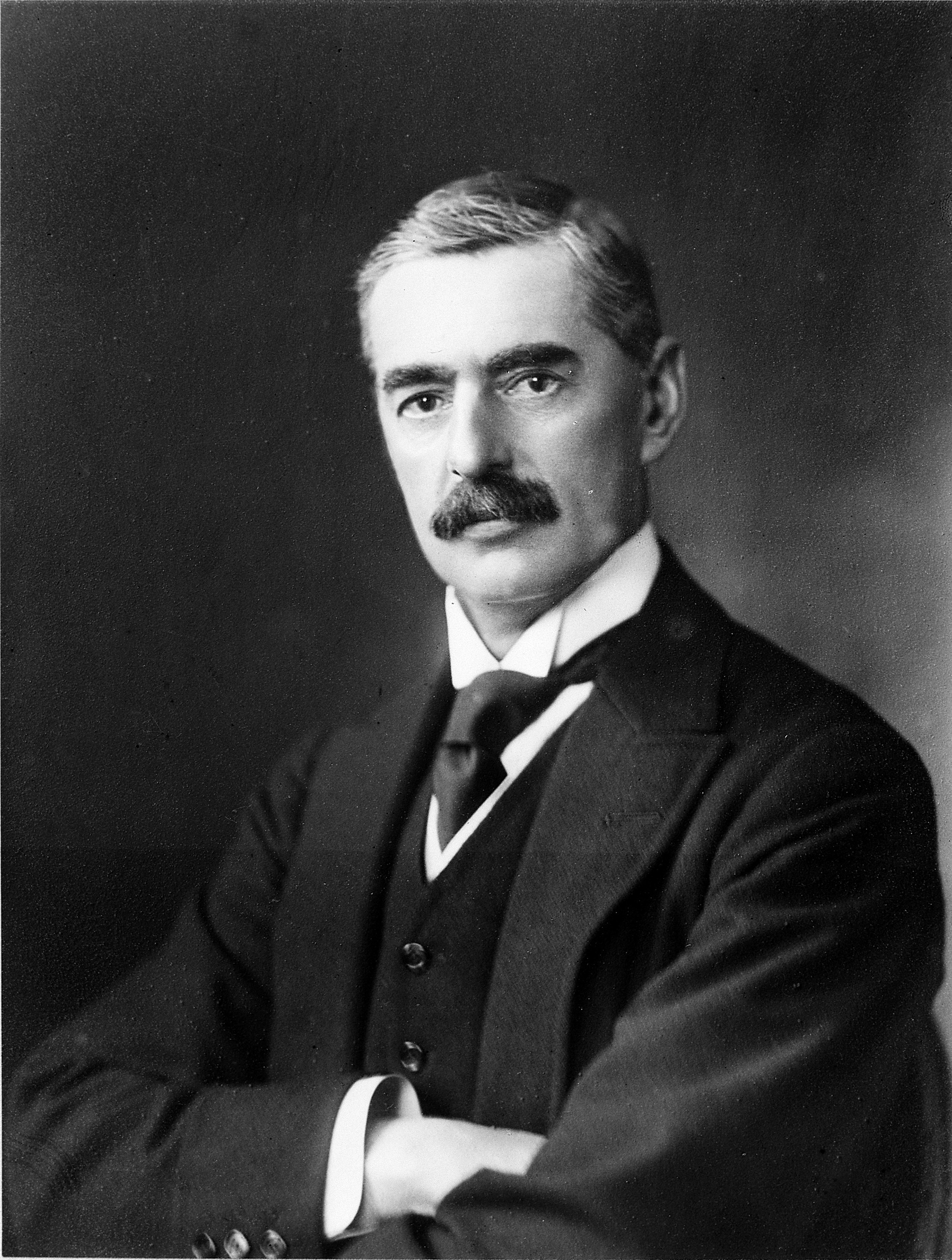
Neville Chamberlain (1869–1940)

- Chamberlain, Neville Bowles (1820–1902), britischer Feldmarschall
- Chamberlain, Neville Francis Fitzgerald (1856–1944), Offizier der British Army und später Generalinspektor der Royal Irish Constabulary
- Chamberlain, Nicholas (* 1963), anglikanischer, britischer Bischof
- Chamberlain, Oscar (* 2005), australischer Radrennfahrer
- Chamberlain, Owen (1920–2006), US-amerikanischer Physiker und Nobelpreisträger
- Chamberlain, Richard (1934–2025), US-amerikanischer SchauspielerRichard Chamberlain (1934–2025)

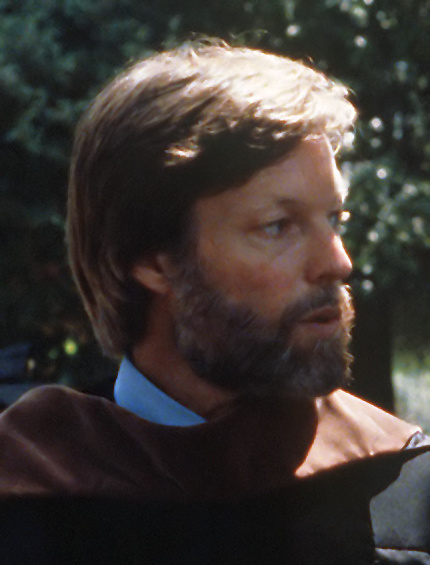
Richard Chamberlain (1934–2025)

- Chamberlain, Rick (1952–2015), US-amerikanischer Musiker (Posaune)
- Chamberlain, Robert († 1491), englischer Ritter
- Chamberlain, Siobhan (* 1983), englische Fußballspielerin
- Chamberlain, William († 1462), englischer Ritter
- Chamberlain, William (1755–1828), US-amerikanischer Politiker
- Chamberlain, William Charles (1818–1878), britischer Konteradmiral
- Chamberlain, Wilt (1936–1999), US-amerikanischer Basketballspieler
- Chamberland, Albert (1886–1975), kanadischer Violinist, Dirigent, Musiklehrer und Komponist
- Chamberland, Charles (1851–1908), französischer Mikrobiologe
- Chamberland, Paul (* 1939), kanadischer Lyriker und Essayist
- Chamberland, Yves (1933–2023), franzischer Tonmeister und Jazzproduzent
- Chamberlin, Barbara (* 1956), kanadische Sängerin
- Chamberlin, Beth (* 1963), US-amerikanische Schauspielerin
- Chamberlin, Clarence Duncan (1893–1976), US-amerikanischer Flieger
- Chamberlin, Donald D. (* 1944), US-amerikanischer Informatiker
- Chamberlin, Edward Hastings (1899–1967), US-amerikanischer Nationalökonom
- Chamberlin, Guy (1894–1967), US-amerikanischer Footballspieler
- Chamberlin, Jimmy (* 1964), US-amerikanischer SchlagzeugerJimmy Chamberlin (* 1964)

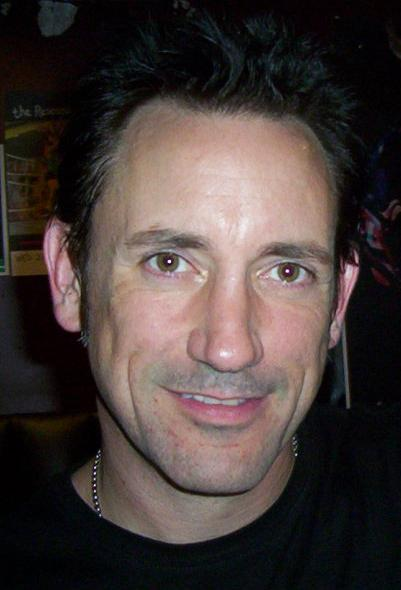
Jimmy Chamberlin (* 1964)

- Chamberlin, Kevin (* 1963), US-amerikanischer Schauspieler
- Chamberlin, Paul (* 1962), US-amerikanischer Tennisspieler
- Chamberlin, Ralph Vary (1879–1967), US-amerikanischer Zoologe
- Chamberlin, Stephen J. (1889–1971), US-amerikanischer Offizier, Generalleutnant der US-Army
- Chamberlin, Thomas Chrowder (1843–1928), US-amerikanischer Geologe
- Chamberlin, Wendy (* 1948), US-amerikanische Diplomatin
- Chamberlin, William Henry (1897–1969), US-amerikanischer Journalist, Historiker und Autor
- Chamberlyne, Anne (1667–1691), englische Matrosin
- Chambers, Aidan (1934–2025), britischer Schriftsteller, Essayist und Herausgeber
- Chambers, Alan (* 1972), US-amerikanischer Theologe
- Chambers, Andrew P. (1931–2017), US-amerikanischer Militär, General der US Army
- Chambers, Andy (* 1966), englischer Spieleentwickler und Autor
- Chambers, Anne Cox (1919–2020), US-amerikanische Diplomatin, Erbin von Cox Enterprises und US-Botschafterin in Belgien
- Chambers, Arran (* 1995), kanadischer Volleyballspieler
- Chambers, Arthur (1846–1923), englischer Boxer in der Bare-knuckle-Ära
- Chambers, Becky (* 1985), US-amerikanische Science-Fiction-AutorinBecky Chambers (* 1985)

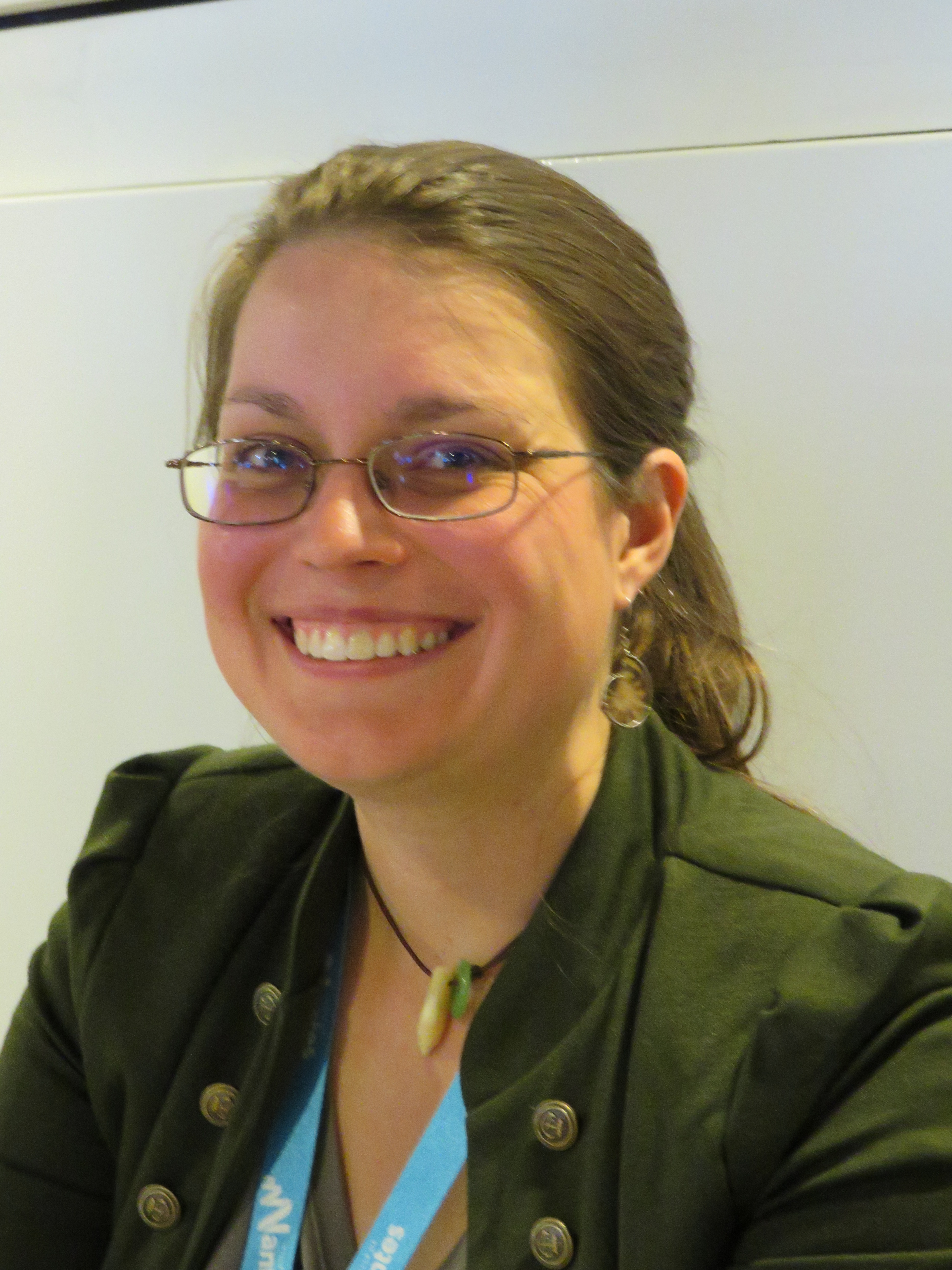
Becky Chambers (* 1985)

- Chambers, Calum (* 1995), englischer Fußballspieler
- Chambers, Carlton (* 1975), kanadischer Sprinter
- Chambers, Chamar (* 1997), panamaischer Mittelstreckenläuferin
- Chambers, Chloe (* 2004), US-amerikanische Rennfahrerin
- Chambers, Christina (* 1969), US-amerikanische Schauspielerin und ein Model
- Chambers, Ciaran (* 1994), nordirischer Badmintonspieler
- Chambers, Darrell (* 1961), US-amerikanischer Boxer
- Chambers, David, britischer Wirtschaftswissenschaftler und -historiker
- Chambers, David (1780–1864), US-amerikanischer Politiker
- Chambers, Dennis (* 1959), amerikanischer Schlagzeuger
- Chambers, Donald Eugene (1930–1999), US-amerikanischer Rocker
- Chambers, Dwain (* 1978), britischer Sprinter
- Chambers, Eddie (* 1982), US-amerikanischer Schwergewichtsboxer
- Chambers, Edmund Kerchever (1866–1954), englischer Literaturhistoriker, -kritiker und Shakespeare-Forscher
- Chambers, Elmer (* 1897), US-amerikanischer Jazz-Trompeter und Kornettist
- Chambers, Emma (1964–2018), britische Schauspielerin
- Chambers, Ephraim († 1740), englischer Schriftsteller
- Chambers, Erin (* 1979), US-amerikanische Schauspielerin
- Chambers, Ernest (1907–1985), britischer Radrennfahrer
- Chambers, Ernie (* 1937), US-amerikanischer Politiker
- Chambers, Ezekiel F. (1788–1867), US-amerikanischer Jurist und Politiker
- Chambers, Faune A. (* 1976), US-amerikanische SchauspielerinFaune A. Chambers (* 1976)

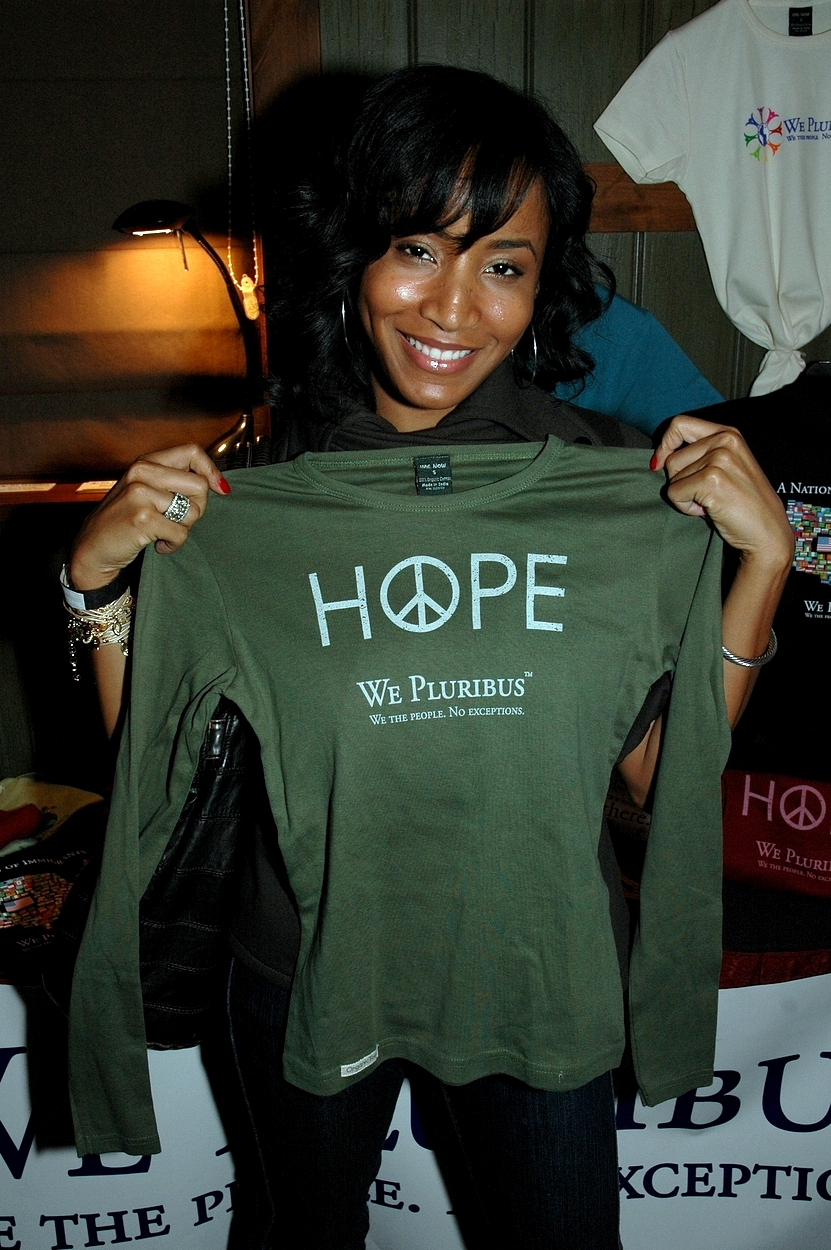
Faune A. Chambers (* 1976)

- Chambers, George (1786–1866), US-amerikanischer Jurist und Politiker
- Chambers, George Michael (1928–1997), Premierminister von Trinidad und Tobago
- Chambers, Greg (* 1982), kanadisch-britischer Eishockeyspieler
- Chambers, Gretta (1927–2017), kanadische Journalistin und Hochschulkanzlerin
- Chambers, Gus (1958–2008), britischer Punk- und Metal-Musiker
- Chambers, Guy (* 1963), britischer Musiker und Musikproduzent
- Chambers, Harry (1896–1949), englischer Fußballspieler
- Chambers, Henderson (1908–1967), US-amerikanischer Jazz-Posaunist
- Chambers, Henry Cousins (1823–1871), US-amerikanischer und konföderierter Politiker
- Chambers, Henry H. (1790–1826), US-amerikanischer Politiker (Demokratisch-Republikanische Partei)
- Chambers, Jack (1931–1978), kanadischer Maler und Filmemacher
- Chambers, Jack (* 1990), irischer Politiker der Fianna Fáil
- Chambers, James (1920–1989), US-amerikanischer Hornist
- Chambers, Jeff (1955–2021), US-amerikanischer Jazzmusiker (Kontrabass)
- Chambers, Jim (* 1957), englischer Snookerspieler und Billardfunktionär
- Chambers, Joe (1942–2022), US-amerikanischer Jazz-Schlagzeuger
- Chambers, John (1780–1852), US-amerikanischer Politiker (Whig Party)
- Chambers, John (1923–2001), US-amerikanischer Maskenbildner
- Chambers, John (* 1949), US-amerikanischer Manager
- Chambers, John B. (* 1956), US-amerikanischer Finanzanalyst
- Chambers, John Graham (1843–1883), britischer Sportfunktionär
- Chambers, John M. (* 1941), kanadischer Statistiker und Softwareentwickler
- Chambers, Justin (* 1970), US-amerikanischer SchauspielerJustin Chambers (* 1970)

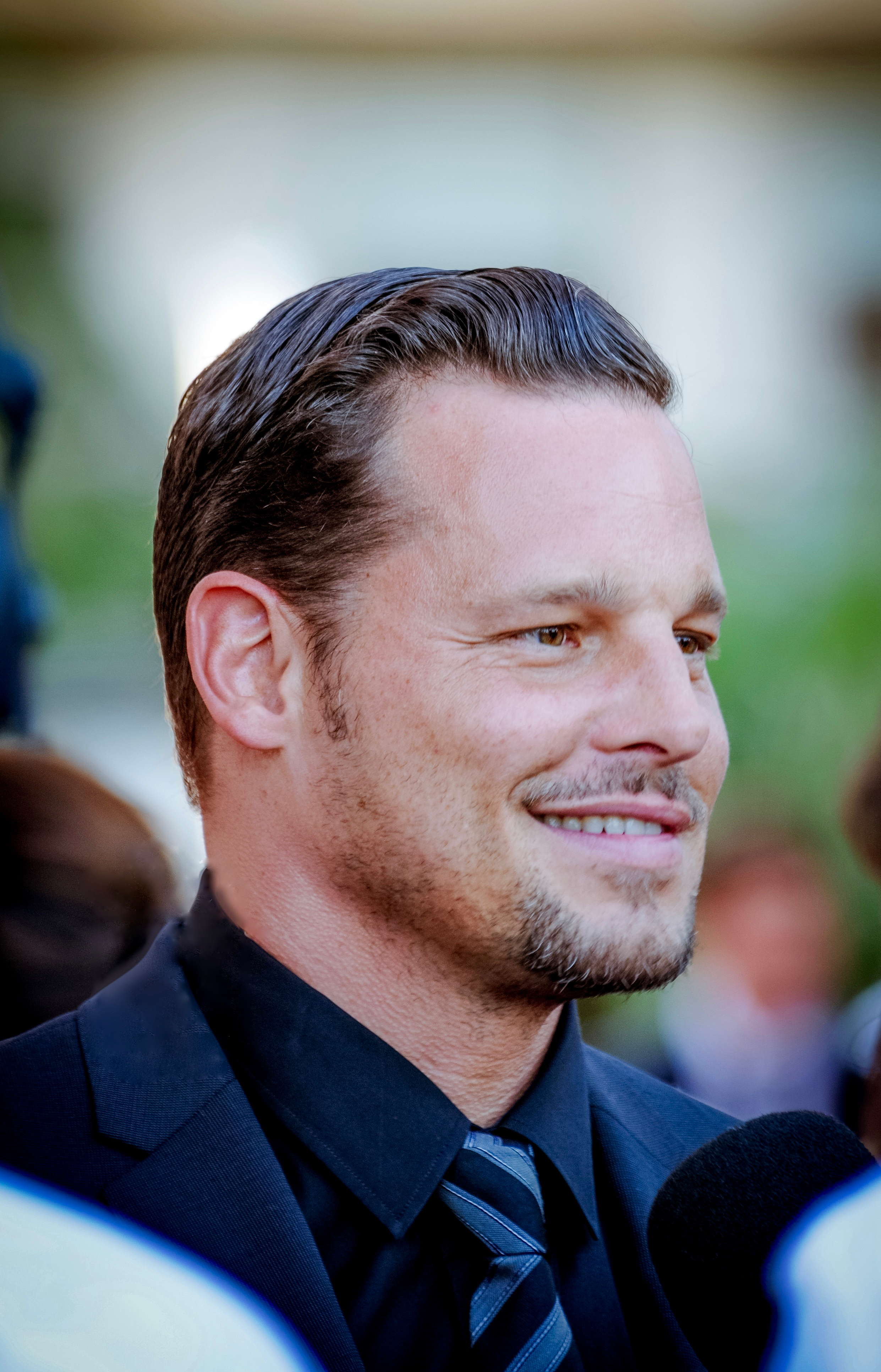
Justin Chambers (* 1970)

- Chambers, Kasey (* 1976), australische Countrysängerin
- Chambers, Kim (* 1974), US-amerikanische Pornodarstellerin
- Chambers, Lenoir (1891–1970), US-amerikanischer Schriftsteller, Journalist und Herausgeber
- Chambers, Lisa (* 1986), irische Politikerin
- Chambers, Luke (* 1985), englischer Fußballspieler
- Chambers, Marilyn (1952–2009), US-amerikanische Pornodarstellerin
- Chambers, Marjorie (1906–1989), neuseeländische Krankenschwester, Lehrerin in der Krankenpflege und Administratorin im Pflegebereich von Krankenhäusern
- Chambers, Martin (* 1951), britischer Schlagzeuger
- Chambers, Martin (1964–2024), schottischer römisch-katholischer Geistlicher, designierter Bischof von Dunkeld
- Chambers, Matt, britischer Filmemacher
- Chambers, Mortimer (1927–2020), US-amerikanischer Althistoriker
- Chambers, Munro (* 1990), kanadischer Schauspieler
- Chambers, Oswald (1874–1917), schottischer Baptistenprediger
- Chambers, Paul (1935–1969), US-amerikanischer Jazz-BassistPaul Chambers (1935–1969)

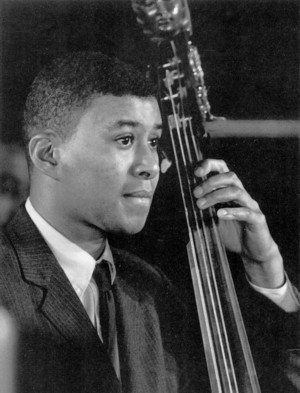
Paul Chambers (1935–1969)

- Chambers, Peter (* 1990), britischer Ruderer
- Chambers, Raymond Wilson (1874–1942), britischer Schriftsteller, Hochschullehrer und Bibliothekar
- Chambers, Richard (* 1985), britischer Ruderer
- Chambers, Robert (1802–1871), britischer Geologe, Literat und Verleger
- Chambers, Robert (1881–1957), US-amerikanischer Biologe und Zellforscher
- Chambers, Robert (1924–2016), britischer Physiker
- Chambers, Robert (1926–2010), US-amerikanischer Mittelstreckenläufer
- Chambers, Robert W. (1865–1933), US-amerikanischer Autor phantastischer Literatur
- Chambers, Scott, britischer Schauspieler und Filmproduzent
- Chambers, Shawn (* 1966), US-amerikanischer Eishockeyspieler und -trainer
- Chambers, Sherman Daniel (1881–1979), US-amerikanischer Ingenieur
- Chambers, Sinead (* 1992), nordirische Badmintonspielerin
- Chambers, Siyani (* 1993), US-amerikanischer Basketballspieler
- Chambers, Tom (* 1959), US-amerikanischer Basketballspieler
- Chambers, Tyree (* 1994), deutscher Basketballspieler
- Chambers, Verone (* 1988), jamaikanische Sprinterin
- Chambers, Whittaker (1901–1961), US-amerikanischer Schriftsteller und RedakteurWhittaker Chambers (1901–1961)

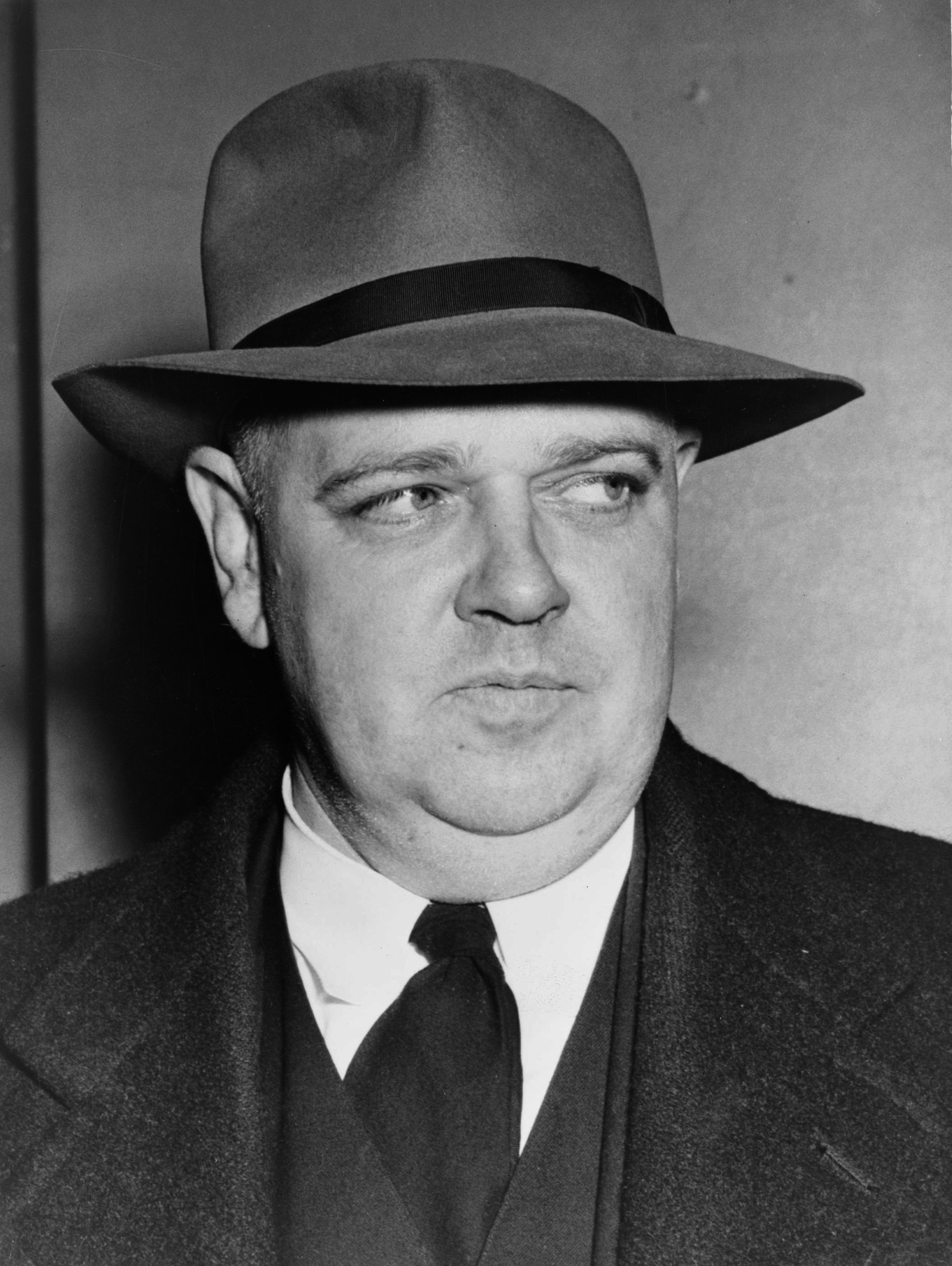
Whittaker Chambers (1901–1961)

- Chambers, William (1723–1796), schottischer Architekt
- Chambert-Loir, Antoine (* 1971), französischer Mathematiker
- Chambertin, Djazz (* 1997), französische Handballspielerin
- Chambes, Jean II. de, Ritter, Herr von Montsoreau und Argenton, Berater und Kammerherr
- Chambi, Martín (1891–1973), peruanischer Fotograf
- Chamblain, Joris (* 1984), französischer Comicautor
- Chamblain, Louis-Jodel, haitianischer Paramilitär, stellvertretender Führer der paramilitärischen Organisation Front Révolutionnaire Armé pour le Progrès d’Haiti (FRAPH)
- Chamblee, Eddie (1920–1999), US-amerikanischer Jazz- und R&B-Musiker
- Chambliss, John Randolph Jr. (1833–1864), General der Konföderierten Staaten von Amerika im Amerikanischen Bürgerkrieg
- Chambliss, John Randolph senior (1809–1875), US-amerikanischer Jurist sowie konföderierter Politiker und Offizier
- Chambliss, Kirby (* 1959), US-amerikanischer Kunstflieger
- Chambliss, Saxby (* 1943), US-amerikanischer Politiker
- Chambliss, William J. (1933–2014), US-amerikanischer Soziologe und Kriminologe
- Chambon de Montaux, Nicolas (1748–1826), Oberbürgermeister von Paris
- Chambon, Boris (* 1975), französischer Motorradrennfahrer
- Chambon, Eduard (1822–1857), deutscher Rechtswissenschaftler
- Chambon, Émile (1905–1993), Schweizer Maler
- Chambon, Jean-Baptiste-Alix (1875–1948), französischer Geistlicher, römisch-katholischer Erzbischof von Tokio
- Chambon, Léon (1905–1987), französischer Ordensgeistlicher, römisch-katholischer Bischof von Bossangoa
- Chambon, Marie-Marthe (1841–1907), Salesianerin und Mystikerin
- Chambon, Pierre (* 1931), französischer Genetiker
- Chambovey, Didier (* 1961), Schweizer Diplomat und Vorsitzender des Allgemeinen Rates der Welthandelsorganisation
- Chambray, Jacques François de (1687–1756), französischer Großkreuz-Ritter des Malteserordens, Vize-Admiral und Kommandeur der Galeeren
- Chambrello, Joe, US-amerikanischer Schauspieler, Filmschaffender, Synchronsprecher und Model
- Chambrier, Alice de (1861–1882), Schweizer Schriftstellerin
- Chambrier, Daniel de (1665–1728), Schweizer Söldner in niederländischen Diensten
- Chambrier, Jean de (1686–1751), neuenburgerischer Diplomat und Gesandter
- Chambrun, Charles de (1875–1952), französischer Diplomat und Mitglied der Académie française
- Chambrun, Charles de (1930–2010), französischer Politiker, Mitglied der Nationalversammlung und Staatssekretär
- Chambrun, Pierre de (1865–1954), französischer Politiker
- Chambul, Borys (* 1953), kanadischer Diskuswerfer

### Chamc
- Chamchen Chöje Shakya Yeshe (1354–1435), Geistlicher der Gelug-Schule; Gründer des Klosters Sera

### Chamd
- Chamdamow, Rustam Usmanowitsch (* 1944), russischer Filmregisseur und Filmschauspieler

### Chame
- Chameera, Dushmantha (* 1992), sri-lankischer Cricketspieler
- Chamenei, Ali (* 1939), politischer und religiöser Führer des IranAli Chamenei (* 1939)

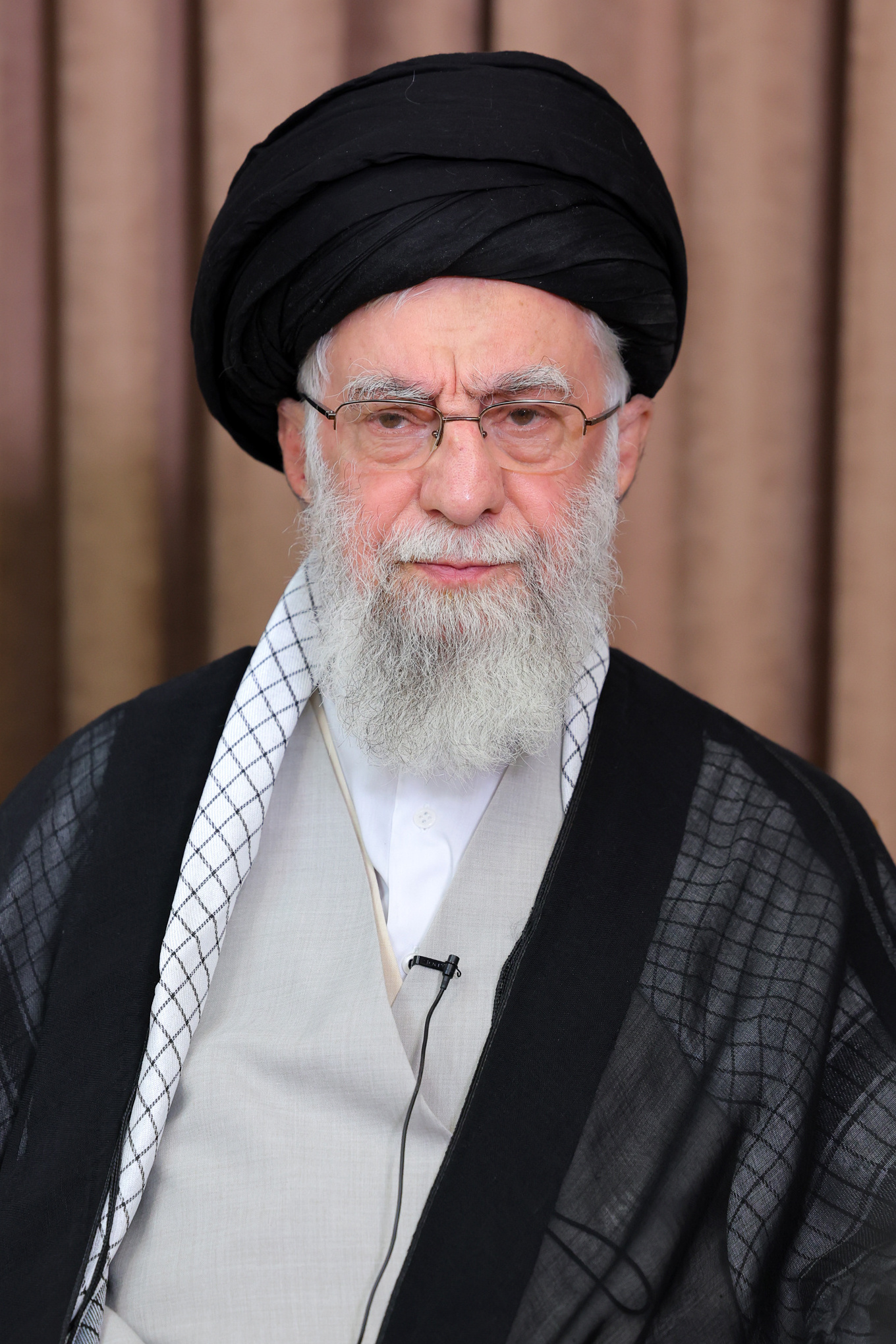
Ali Chamenei (* 1939)

- Chamene’i, Hadi (* 1948), iranischer Politiker, Mudschtahid, Linguist und Publizist
- Chamenei, Modschtaba (* 1969), iranischer schiitischer Geistlicher
- Chamereau, Aline (* 1996), französische Beachvolleyballspielerin
- Chamerernebti, altägyptische Prinzessin, Tochter Niuserres
- Chamerernebti I., altägyptische Königin, Tochter Cheops
- Chamerernebti II., altägyptische Königin, Tochter Cheops

### Chamf
- Chamfort, Alain (* 1949), französischer Sänger, Komponist und Schauspieler
- Chamfort, Nicolas (1741–1794), französischer SchriftstellerNicolas Chamfort (1741–1794)

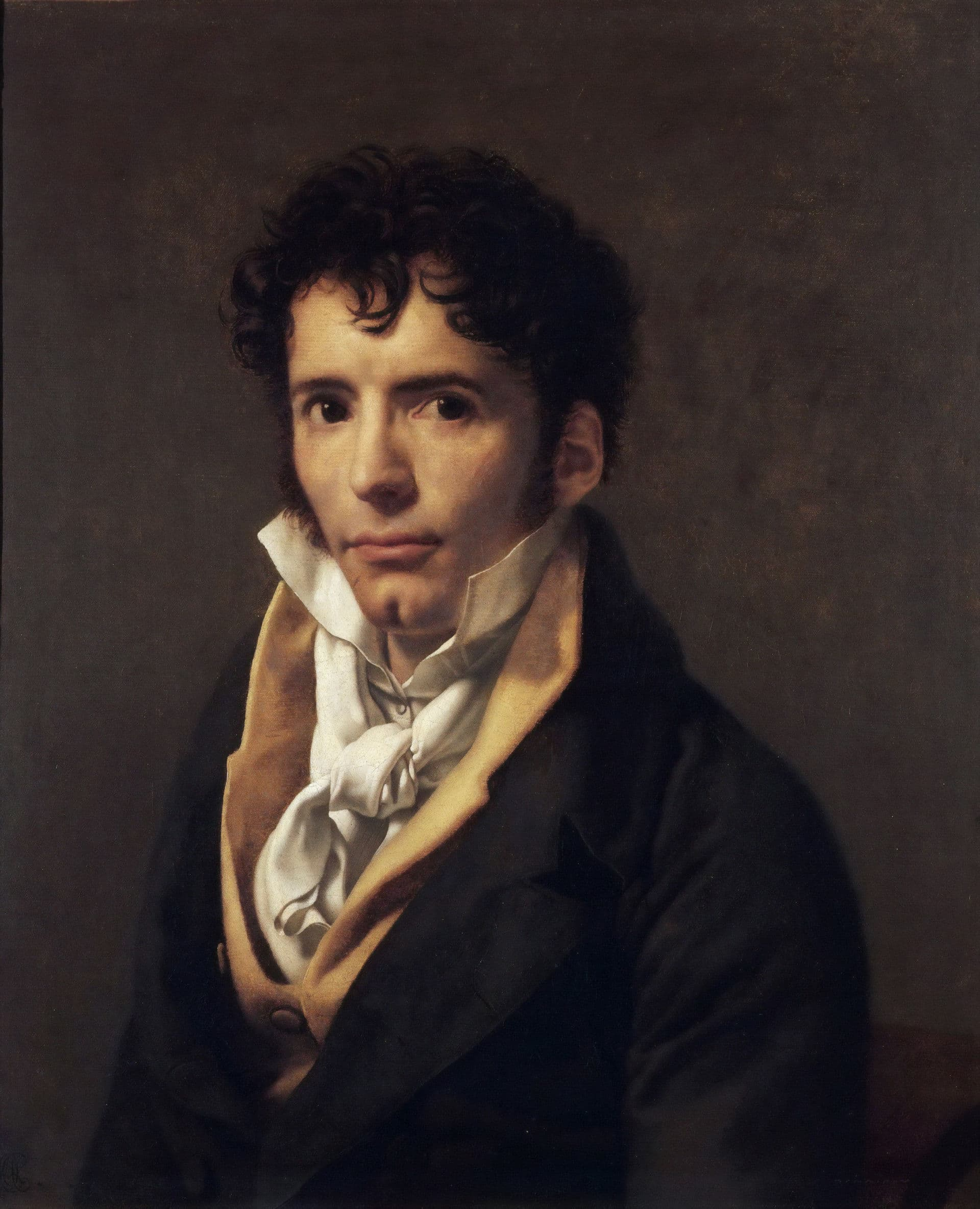
Nicolas Chamfort (1741–1794)

### Chamg
- Chamgwera, Allan (* 1928), malawischer katholischer Bischof

### Chami
- Chami, Jean-Marie (* 1962), libanesischer Geistlicher, melkitischer Weihbischof im Patriarchat von Antiochien und Patriarchalvikar für Ägypten, den Sudan und Südsudan
- Chami, Joseph Abdel-Jalil (* 1959), libanesischer Geistlicher, syrisch-katholischer Erzbischof von Hasaka-Nisibi
- Chami, Pierre (1890–1967), Erzbischof in Syrien
- Chamidullin, Artur Iskandarowitsch (* 1977), russischer Skispringer
- Chamieh, Habib (* 1966), libanesischer Ordensgeistlicher und Bischof der maronitischen Eparchie des heiligen Scharbel von Buenos Aires
- Chamier Glisczinski, Hans von (1884–1970), Verwaltungsjurist, Zeitungsverleger und Zentrumspolitiker
- Chamier, Daniel (1565–1621), französischer reformierter Theologe
- Chamier, Edward (1840–1892), französischer Schachspieler
- Chamier, Edwina (1890–1981), kanadische Skirennläuferin
- Chamier, Frederick (1796–1870), englischer Schriftsteller
- Chamier, Friedrich Wilhelm von (1789–1853), preußischer Generalmajor
- Chamier-Glisczinski, Wolfgang von (1894–1943), deutscher Generalleutnant im Zweiten Weltkrieg
- Chamillart, Jean-François de (1657–1714), französischer römisch-katholischer Bischof und Mitglied der Académie française
- Chamillart, Michel (1652–1721), französischer Billardspieler und Staatskriegsminister
- Chamillionaire (* 1979), US-amerikanischer Rapper
- Chaminade, Cécile (1857–1944), französische Komponistin und Pianistin
- Chaminade, Guillaume-Joseph (1761–1850), Gründer der Gesellschaft Mariä (Marianisten)
- Chamiot Maitral, Laura (* 1998), französische Skilangläuferin
- Chamis, Emad (* 1961), syrischer Politiker, Elektrizitätsminister und Ministerpräsident
- Chamisa, Nelson (* 1978), simbabwischer Rechtsanwalt und Politiker
- Chamisso, Adelbert von (1781–1838), deutscher Naturforscher und DichterAdelbert von Chamisso (1781–1838)

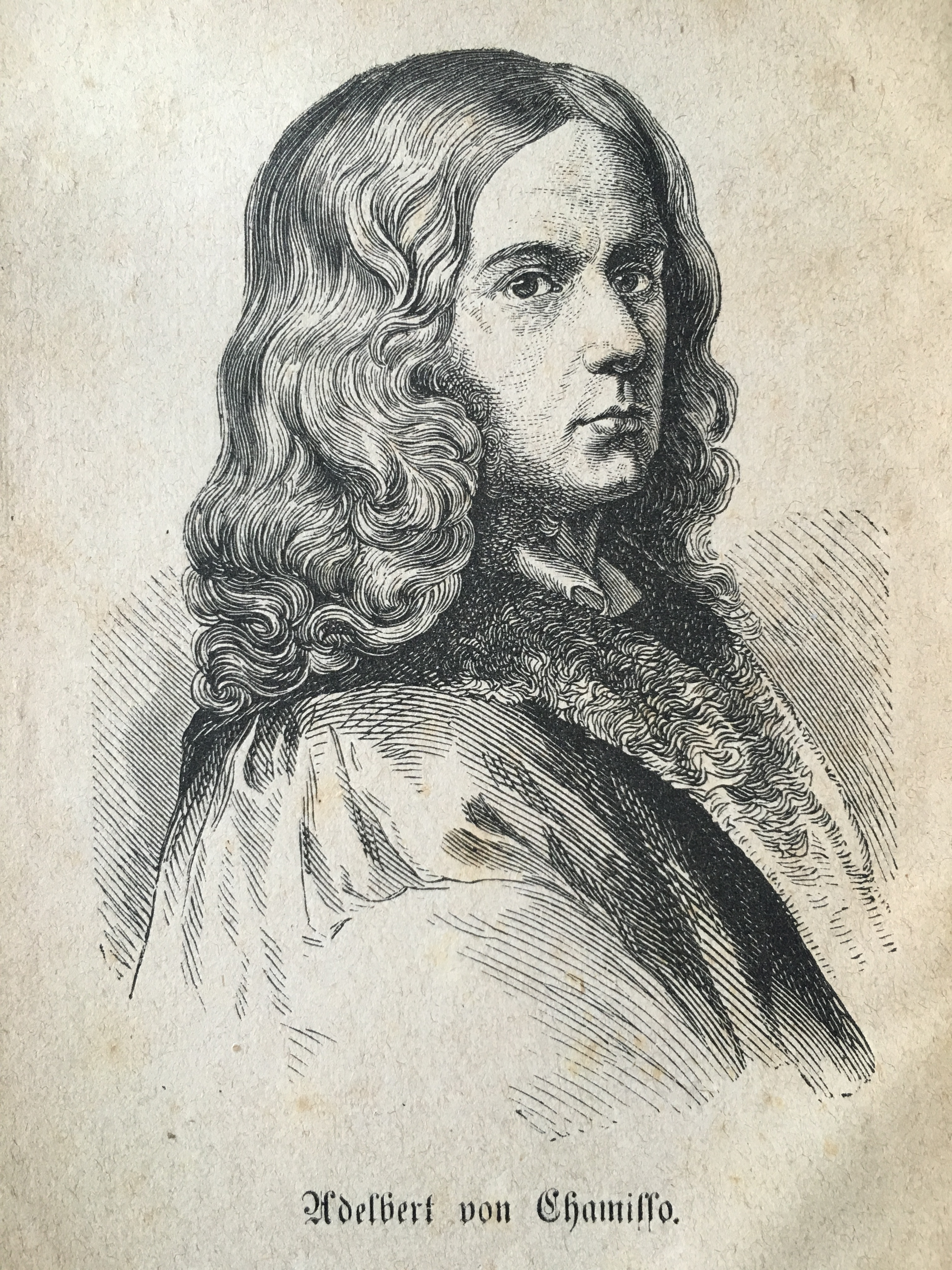
Adelbert von Chamisso (1781–1838)

- Chamitgatin, Timur (* 1993), kasachischer Biathlet
- Chamitoff, Gregory (* 1962), US-amerikanischer Astronaut
- Chamitow, Rustem Sakijewitsch (* 1954), russischer Politiker baschkirischer Herkunft
- Chamizer, Raphael (1882–1957), deutsch-israelischer Arzt, Illustrator und Bildhauer
- Chamizo, Frank (* 1992), italienischer Ringer kubanischer Herkunft

### Chaml
- Chamlali, Elias (* 2007), deutscher Synchronsprecher
- Chamley-Watson, Miles (* 1989), US-amerikanischer Florettfechter
- Chamling Penchen Sönam Namgyel (1400–1475), Vertreter der Kagyü-Schule des tibetischen Buddhismus
- Chamling, Pawan (* 1950), indischer Politiker
- Chamlong Srimuang (* 1935), thailändischer Bürgerrechtler und ehemaliger Politiker

### Chamm
- Chammah, Lolita (* 1983), französische SchauspielerinLolita Chammah (* 1983)

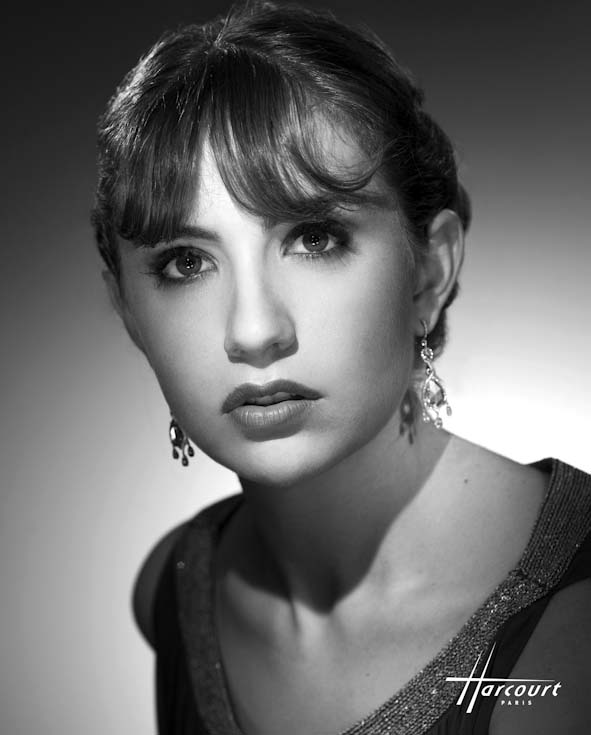
Lolita Chammah (* 1983)

- Chammartin, Henri (1918–2011), Schweizer Dressurreiter
- Chammo, Jakiw (* 1994), ukrainischer Judoka

### Chamn
- Chamniern Santisukniram, Louis (* 1942), thailändischer Geistlicher und römisch-katholischer Erzbischof von Thare und Nonseng

### Chamo
- Chamoiseau, Patrick (* 1953), französischer Schriftsteller (Martinique)
- Chamorel, Jacques (1901–1962), Schweizer Rechtsanwalt und Politiker (LPS)
- Chamorel, Julia (1916–2009), Schweizer Schriftstellerin und Kommunistin
- Chamorel, Louis (1879–1966), Schweizer Politiker (FDP)
- Chamorro Bolaños, Diego Manuel (1861–1923), nicaraguanischer Politiker, Präsident von Nicaragua (1. Januar 1921 – 12. Oktober 1923)
- Chamorro Pérez, Fruto (1804–1855), nicaraguanischer Politiker, Präsident von Nicaragua (1853–1855)
- Chamorro Vargas, Emiliano (1871–1966), nicaraguanischer Politiker, Präsident von Nicaragua (1917–1920 und 1926)
- Chamorro y Alfaro, Pedro Joaquín (1818–1890), nicaraguanischer Präsident (1871–1875)
- Chamorro, Eustacio, paraguayischer Fußballspieler
- Chamorro, Felipe (* 2001), chilenischer Fußballspieler
- Chamorro, Francisco (* 1981), argentinischer Straßenradrennfahrer
- Chamorro, Joan (* 1962), spanischer Jazzmusiker (Saxophone, Klarinetten, Flöte, Kontrabass, Komposition)
- Chamorro, Pedro (1924–1978), nicaraguanischer Journalist
- Chamorro, Tania (* 1993), spanisch-schweizerische Fußballspielerin
- Chamorro, Violeta Barrios de (1929–2025), nicaraguanische Politikerin, Publizistin, Präsidentin von Nicaragua
- Chamot, Janine (* 1983), Schweizer Fussballspielerin
- Chamot, José (* 1969), argentinischer Fußballnationalspieler
- Chamoun, Camille (1900–1987), libanesischer StaatspräsidentCamille Chamoun (1900–1987)

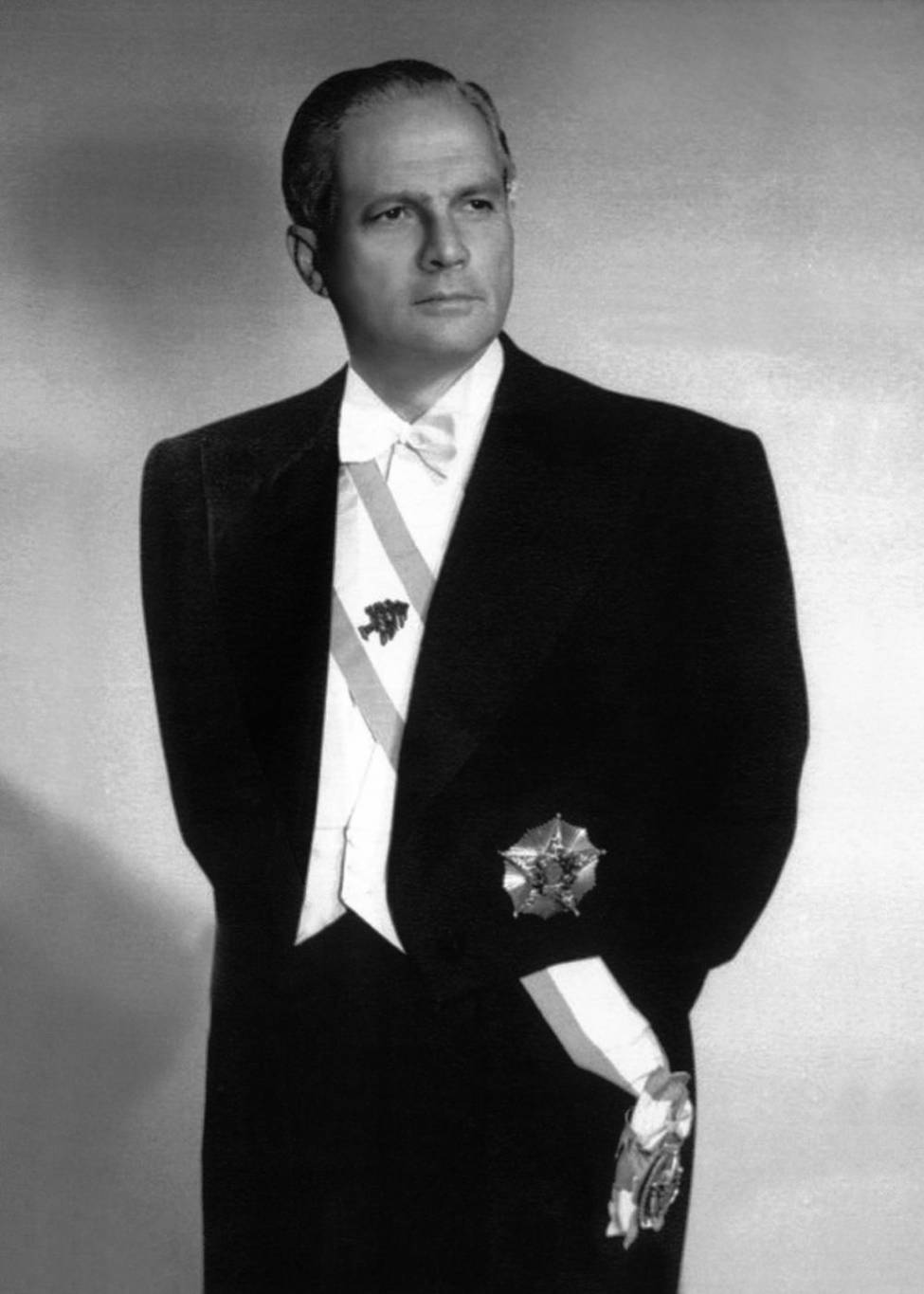
Camille Chamoun (1900–1987)

- Chamoun, Carla (* 1998), libanesische Sängerin
- Chamoun, Dany (1934–1990), libanesischer Politiker
- Chamoun, Dory (* 1931), libanesischer Politiker
- Chamoun, Tracy (* 1962), libanesische Menschenrechtsaktivistin
- Chamoux, Benoît (1961–1995), französischer Bergsteiger
- Chamoux, François (1915–2007), französischer Althistoriker, Klassischer Archäologe, Altphilologe
- Chamow, Simeon (* 1990), bulgarischer Boxer
- Chamoy Thipyaso, thailändische Anlagebetrügerin

### Champ
- Champ, William (1808–1892), australischer Politiker
- Champagnat, Marcellin (1789–1840), französischer Priester und Ordensgründer der Maristenbrüder
- Champagne, Claude (1891–1965), kanadischer Komponist
- Champagne, Claude (* 1947), kanadischer Ordensgeistlicher, Bischof von Edmundston
- Champagne, Eve (* 1984), Burlesque-KünstlerinEve Champagne (* 1984)

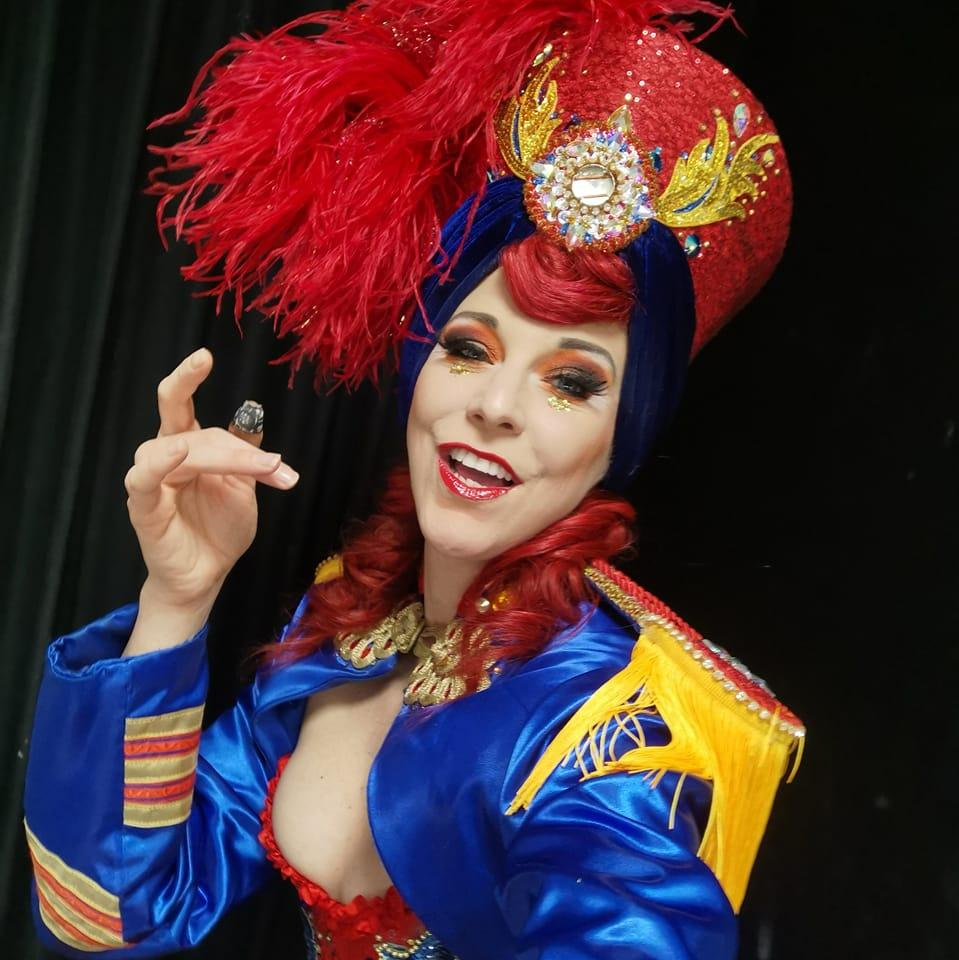
Eve Champagne (* 1984)

- Champagne, François-Philippe (* 1970), kanadischer Jurist, Manager und Politiker (Liberale Partei)
- Champagne, Jean Julien (1877–1932), französischer Alchemist und esoterischer Schriftsteller
- Champagne, Jérôme (* 1958), französischer Fußballfunktionär
- Champagne, Scott (* 1983), kanadischer Eishockeyspieler
- Champagny, François-Joseph de (1804–1882), französischer Historiker und Publizist
- Champaigne, Philippe de (1602–1674), französischer Maler
- Champakao, Chirasak, thailändischer Badmintonspieler
- Champalimaud, José Luís (1939–1996), portugiesischer Arzt und Forscher
- Champange, Cyril (* 1975), französischer Skibergsteiger
- Champathong, Khitsakhone (* 1995), laotischer Fußballspieler
- Champaud, Charles (* 1865), Schweizer Turner
- Champcenetz, Albertine Elisabeth de (1742–1805), niederländische Hofdame und Konterrevolutionärin
- Champendal, Marguerite (1870–1928), Schweizer Lehrerin und Ärztin
- Champernown, Henry († 1570), englischer Abenteurer und Politiker
- Champernown, Richard, englischer Adliger und Politiker
- Champernowne, Arthur († 1578), englischer Politiker und Militär
- Champernowne, David Gawen (1912–2000), britischer Mathematiker, Ökonom und Statistiker
- Champernowne, Katherine († 1565), Gouvernante und erste Hofdame am Hof von Königin Elisabeth I.Katherine Champernowne († 1565)

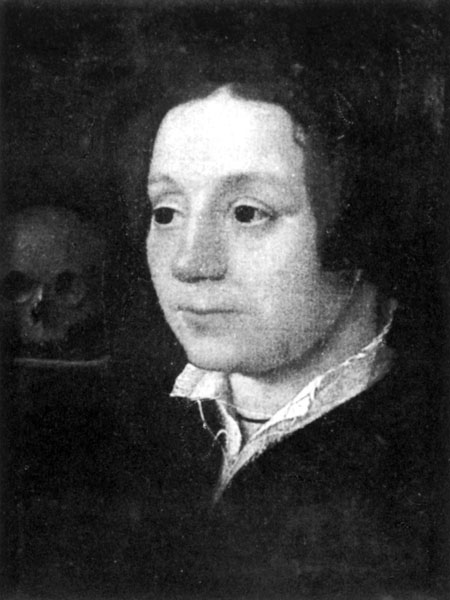
Katherine Champernowne († 1565)

- Champetier de Ribes, Auguste (1882–1947), französischer Jurist und Politiker
- Champetier, Caroline (* 1954), französische Kamerafrau
- Champfleury, Jules (1821–1889), französischer Schriftsteller und Kritiker von Literatur und Kunst
- Champier, Symphorien (1471–1539), französischer Arzt, Historiker, Übersetzer und Herausgeber
- Champigneulle, Charles (1853–1905), französischer Glasmaler
- Champigneulle, Emmanuel (1860–1942), französischer Glasmaler
- Champignon, Bodo (* 1941), deutscher Politiker (SPD), MdL
- Champion de Chambonnières, Jacques, französischer Cembalist und Komponist
- Champion de Cicé, Jérôme (1735–1810), französischer römisch-katholischer Erzbischof und Politiker
- Champion de Cicé, Louis (1648–1727), französischer Missionar und Geistlicher
- Champion de Crespigny, Hugh Vivian (1897–1969), australischer Berufsoffizier und zuletzt Air Vice Marshal
- Champion, Albert (1878–1927), französisch-US-amerikanischer Unternehmer
- Champion, Aline (* 1971), Schweizer Violinistin
- Champion, Antoine (1425–1495), Bischof von Mondovì und Genf
- Champion, Arthur, Baron Champion (1897–1985), britischer Politiker, Mitglied des House of Commons
- Champion, Cari (* 1975), US-amerikanische Sportjournalistin und Fernsehmoderatorin
- Champion, Dimitri (* 1983), französischer Radrennfahrer
- Champion, Edwin V. (1890–1976), US-amerikanischer Politiker
- Champion, Émile (* 1879), französischer Leichtathlet
- Champion, Epaphroditus (1756–1834), US-amerikanischer Politiker
- Champion, Frederick Walter (1893–1970), britischer Naturschützer
- Champion, Gower (1919–1980), US-amerikanischer Choreograf und Regisseur
- Champion, Harry (1866–1942), britischer Music-Hall-Sänger, Komiker und Komponist
- Champion, Jack (* 2004), US-amerikanischer Filmschauspieler
- Champion, Jean (1914–2001), französischer Schauspieler
- Champion, Malcolm (1883–1939), neuseeländischer Schwimmer
- Champion, Marge (1919–2020), US-amerikanische Tänzerin, Tanzlehrerin, Schauspielerin und ChoreografinMarge Champion (1919–2020)

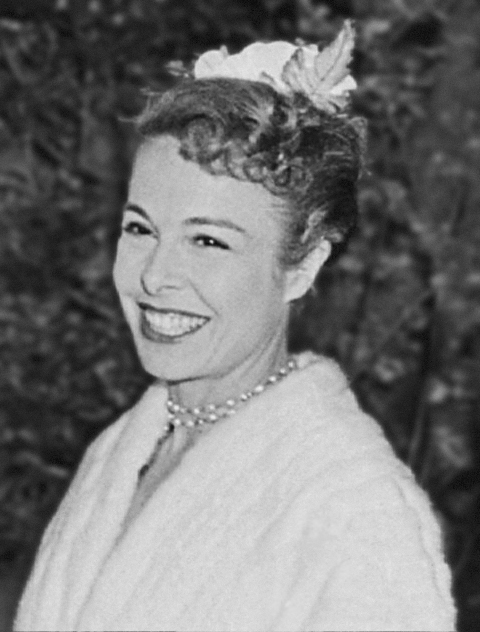
Marge Champion (1919–2020)

- Champion, Michael (1946–2021), US-amerikanischer Schauspieler und Sänger
- Champion, Mickey (1925–2014), US-amerikanische R&B-Musikerin
- Champion, Nicolas († 1533), franko-flämischer Komponist, Sänger und Kleriker der Renaissance
- Champion, Phillip (* 1976), US-amerikanischer Streetballspieler
- Champion, Pierre (1880–1942), französischer Historiker, Mediävist und Romanist
- Champion, Pierre (1921–2013), Schweizer Radrennfahrer
- Champion, Sam (* 1961), US-amerikanischer Wettermoderator
- Champion, Theo (1887–1952), deutscher Maler
- Champion, Théodore (1873–1954), Schweizer Radrennfahrer
- Champion, Thierry (* 1966), französischer Tennisspieler
- Champion, Will (* 1978), englischer Schlagzeuger der britischen Band ColdplayWill Champion (* 1978)

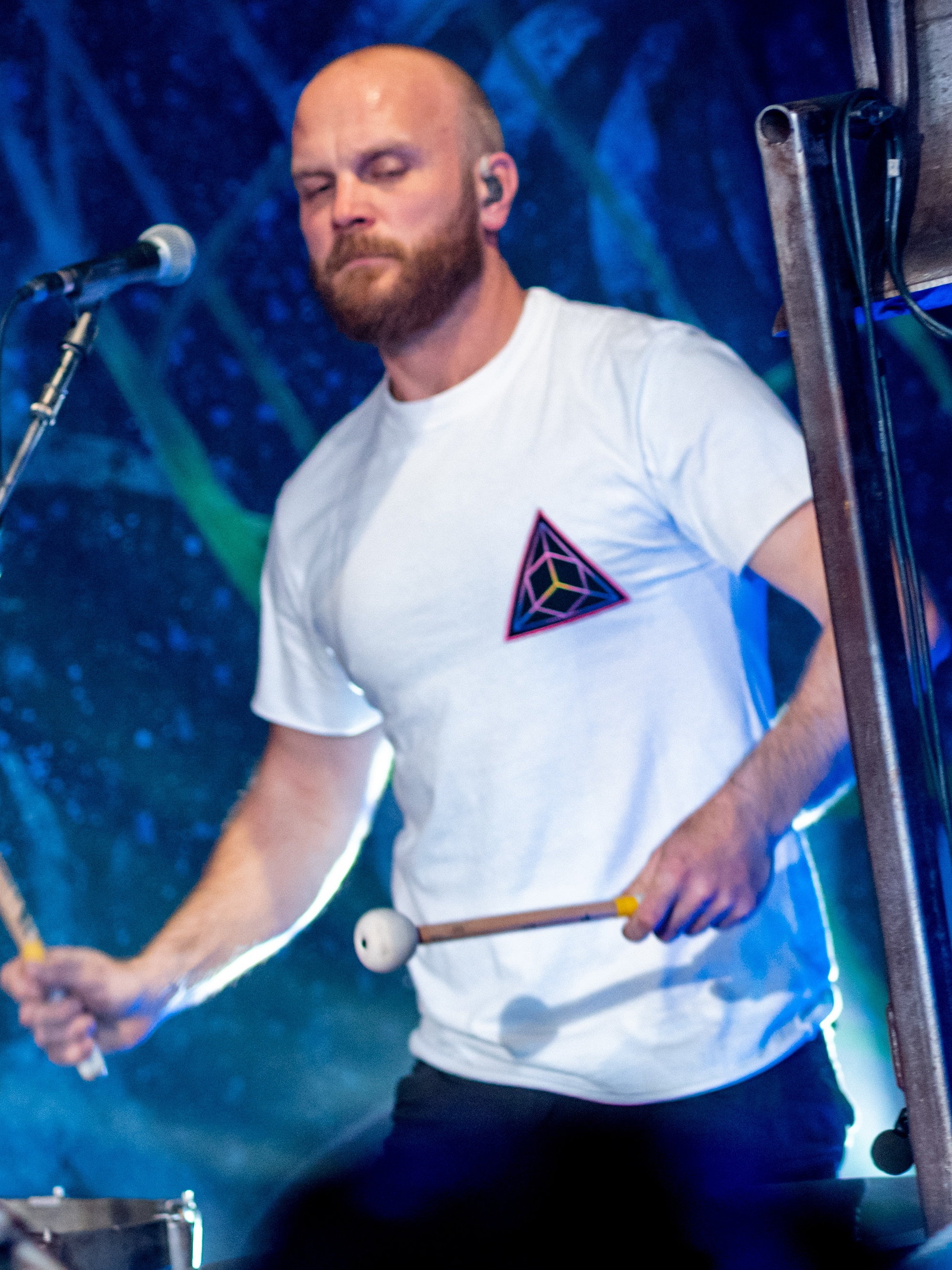
Will Champion (* 1978)

- Champion-Cain, Gina (* 1965), US-amerikanische Finanzmaklerin sowie Anlagebetrügerin
- Championnet, Jean-Étienne (1762–1800), französischer General
- Champlain, Marshall B. (1824–1879), US-amerikanischer Jurist und Politiker
- Champlain, Samuel de (1574–1635), französischer Forschungsreisender und Kolonisator
- Champlin, Bill (* 1947), US-amerikanischer Sänger, Gitarrist, Keyboardspieler, Arrangeur, Musikproduzent und Songwriter
- Champlin, Charles (1926–2014), US-amerikanischer Journalist, Filmkritiker, Fernsehkommentator, Buchautor und Herausgeber
- Champlin, Christopher G. (1768–1840), US-amerikanischer Politiker (Föderalistische Partei)
- Champlin, Donna Lynne (* 1971), amerikanische Schauspielerin, Sängerin, Tänzerin und Synchronsprecherin
- Champlin, Edward (1948–2024), US-amerikanischer Althistoriker
- Champlin, Ethan (* 2001), US-amerikanischer Volleyballspieler
- Champlin, Hallie (1872–1935), US-amerikanische Tennisspielerin
- Champlin, Will (* 1983), US-amerikanischer Singer-Songwriter
- Champmeslé, Mademoiselle de (1642–1698), französische Schauspielerin und Tragödienspielerin
- Champney, Dorothy (1909–1968), britische Autorennfahrerin
- Champney, Elizabeth Williams (1850–1922), US-amerikanische Schriftstellerin
- Champney, James Wells (1843–1903), US-amerikanischer Maler
- Champol (1857–1927), französische Schriftstellerin
- Champollion, Jacques-Joseph (1778–1867), französischer Archäologe und Bibliothekar
- Champollion, Jean-François (1790–1832), französischer SprachwissenschaftlerJean-François Champollion (1790–1832)

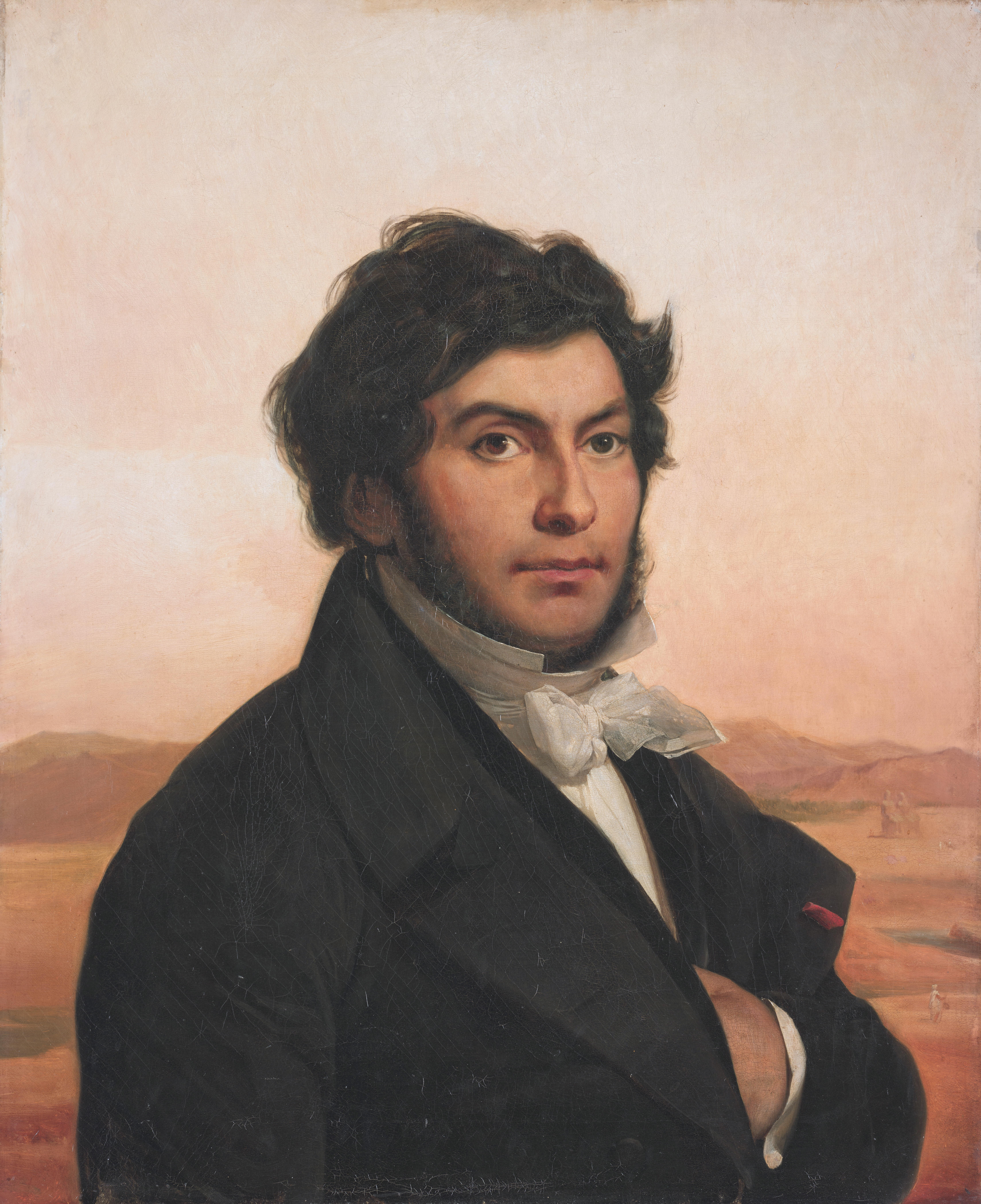
Jean-François Champollion (1790–1832)

- Champon, Pierre (1882–1940), französischer Offizier, Generalleutnant
- Champoudry, Albert (1880–1933), französischer Mittel- und Langstreckenläufer
- Champourcín, Ernestina de (1905–1999), spanische Dichterin und Übersetzerin
- Champoussin, Clément (* 1998), französischer Radrennfahrer
- Champoux, Bernard S., US-amerikanischer Offizier, Generalmajor der US-Army
- Champs, Ettore de (1835–1905), italienischer Pianist und Komponist
- Champvent, Guillaume de († 1301), Bischof von Lausanne
- Champvent, Hélène (1891–1974), Schweizer Schriftstellerin
- Champvent, Othon de († 1312), Bischof von Lausanne
- Champvent, Pierre de, Aus Savoyen stammender Adliger und Höfling in englischen Diensten
- Champy, James A. (* 1942), US-amerikanischer Wirtschaftswissenschaftler

### Chamr
- Chamrajew, Ali (* 1937), usbekischer Regisseur und Drehbuchautor

### Chams
- Chamsajew, Almas (* 1955), kasachischer Diplomat
- Chamseddine, Ali (* 1953), libanesischer mathematischer Physiker
- Chamson, André (1900–1983), französischer Schriftsteller, Publizist und Archivar
- Chamsri, Apisit (* 1994), thailändischer Sprinter
- Chamsuddeen Shoteng (* 1996), thailändischer Fußballspieler

### Chamu
- Chamud, Ijad (* 2001), bulgarischer Fußballspieler
- Chamudi, altägyptischer König der 15. Dynastie, Hyksos-Zeit
- Chamukow, Pjotr Muchamedowitsch (* 1991), russischer Boxer
- Chamunda, Patrick (1945–2022), sambischer Manager und Sportfunktionär
- Chamur, Yency (* 1995), salvadorianische Leichtathletin
- Chamusca, Marcelo (* 1966), brasilianischer Fußballtrainer
- Chamutouski, Wassil (* 1978), belarussischer Fußballspieler
- Chamuzjanskaja, Darja (* 2004), belarussische Tennisspielerin